# Рокот (ракета)
Рокот (на руски означава Грохот) е руска ракета носител, която може да изведе товар от 1950 kg във висока геоцентрична орбита с инклинация 63 °. Произлиза от междуконтинентална балистична ракета (МКБР) УР-100Н. Първите изстрелвания са направени в началото на 90-те години на 20 век от космодрума Байконур. По-късно ракетата е изстрелвана от Плесецк на рампа преконструирана от тази за ракета Космос-3М. Един полет струва около 15 млн. американски долара. Системата Рокот е приватизирана и се доставя и експлоатира от немската компания Eurockot Launch Services GmbH.

## Характеристика
Рокот тежи 107 тона, дължината ѝ е около 29 метра и в диаметър достига до максимум 2,5 m. Ракетата работи с течно гориво и е тристепенна: първите две степени са базирани на съветската МКБР УР-100Н; третата степен е Бриз-КМ. Всички степени използват асиметричен диметилхидразин за гориво и диазотен тетраоксид за окислител.

## Изстрелвания
| Дата (UTC)       | Тип           | Космодрум  | Товар                                                                                      | Тип на товара                   | Бележки                                                    |
| ---------------- | ------------- | ---------- | ------------------------------------------------------------------------------------------ | ------------------------------- | ---------------------------------------------------------- |
| 1990 20 ноември  | Рокот/Бриз-К  | Ba LC131   | –                                                                                          | експериментален товар           | суборбитален, успешен                                      |
| 1991 20 декември | Рокот/Бриз-К  | Ba LC175/1 | –                                                                                          | експериментален товар           | суборбитален, успешен                                      |
| 1994 26 декември | Рокот/Бриз-К  | Ba LC175/1 | Radio-ROSTO                                                                                | радиоспътник                    | успешен, първи орбитален полет                             |
| 1999 22 декември | Рокот/Бриз-К  | Pl LC133   | RSVN-40                                                                                    | експериментален товар           | няма изстрелване, ракетата е повредена при приготовленията |
| 2000 16 май      | Рокот/Бриз-КМ | Pl LC133   | СимСат-1 и 2                                                                               | Иридиум                         | успешен                                                    |
| 2002 17 март     | Рокот/Бриз-КМ | Pl LC133   | GRACE-1 и 2                                                                                | изследователски спътник         | успешен                                                    |
| 2002 20 юни      | Рокот/Бриз-КМ | Pl LC133   | Иридиум-97 и 98                                                                            | комуникационен спътник          | успешен                                                    |
| 2003 30 юни      | Рокот/Бриз-КМ | Pl LC133   | MIMOSA, DTUSat, MOST, Cute-I, QuakeSat, AAU-Cubesat, Can X-1, Cubesat-XI, Monitor-E mockup | NLS                             | успешен                                                    |
| 2003 30 октомври | Рокот/Бриз-КМ | Pl LC133   | SERVIS-1                                                                                   | японски изследователски спътник | успешен                                                    |
| 2005 26 август   | Рокот/Бриз-КМ | Pl LC133   | Monitor-E1                                                                                 | наблюдателен спътник            | успешен                                                    |
| 2005 8 октомври  | Рокот/Бриз-КМ | Pl LC133   | КриоСат                                                                                    | наблюдателски спътник           | провал                                                     |
| 2006 28 юли      | Рокот/Бриз-КМ | Pl LC133   | КОМПСАТ 2                                                                                  | наблюдателски спътник           | успешен                                                    |

Има още три планирани полета за 2008 г.